# Oficina Internacional de la Hora
La International Time Bureau (Oficina Internacional de la Hora en español, en francés: Bureau International de l'Heure, abreviado BIH en francés) situada en el Observatorio de París, fue la oficina internacional responsable de combinar diferentes medidas de Horario Universal. La oficina también jugó un importante rol en el estudio del control del tiempo. En 1987 las responsabilidades de la oficina fueron tomadas por la Oficina Internacional de Pesos y Medidas y por el Servicio Internacional de Rotación de la Tierra y Sistemas de Referencia.

## Historia
La creación de la oficina fue decidida durante la Conférence internationale de l'heure radiotélégraphique de 1912. El año siguiente surgió un intento de regular el estatus internacional de la oficina creando un derecho internacional público. Aun así, la convención no fue ratificada por los países miembro debido al desarrollo de la Primera Guerra Mundial. En 1919, después de la guerra, se decidió que la oficina sea el organismo ejecutivo de la "Comisión Internacional del Tiempo", una de las comisiones que había fundado la Unión Astronómica Internacional.
Desde 1956 hasta 1987 el BIH fue parte de part of the Federación de Servicios de Análisis de Datos Astronómicos y Geofísicos. En 1987 las tareas de la oficina de combinar diferentes medidas de Tiempo Universal fueron tomadas por la Oficina Internacional de Pesos y Medidas. Sus tareas relacionadas con la corrección del tiempo con respecto al Sistema de referencia celestial y la rotación de la tierra fueron tomados por el Servicio Internacional de Rotación de la Tierra y Sistemas de Referencia.